# NGC 553
NGC 553 est une galaxie lenticulaire située dans la constellation des Poissons. NGC 553 a été découverte par l'astronome germano-britannique William Herschel en 1786.

## Caractéristiques
Sa vitesse par rapport au fond diffus cosmologique est de 4 836 ± 36 km/s, ce qui correspond à une distance de Hubble de 71,3 ± 5,0 Mpc (∼233 millions d'al).
Dans ses données mis à jour en mars 2019, Wolfgang Steinicke indique que NGC 553 est une étoile, ce qui semble être très peu probable.